# Swezeyia pulchella
Swezeyia pulchella är en insektsart som först beskrevs av Frederick Arthur Godfrey Muir 1924.  Swezeyia pulchella ingår i släktet Swezeyia och familjen Derbidae. Inga underarter finns listade i Catalogue of Life.